# Anolaima (ort)
Anolaima är en ort i Colombia.   Den ligger i departementet Cundinamarca, i den centrala delen av landet, 50 km nordväst om huvudstaden Bogotá. Anolaima ligger 1 577 meter över havet och antalet invånare är 5 585.
Terrängen runt Anolaima är kuperad åt sydväst, men åt nordost är den bergig. Terrängen runt Anolaima sluttar västerut. Runt Anolaima är det ganska tätbefolkat, med 149 invånare per kvadratkilometer. Närmaste större samhälle är Facatativá, 16,2 km öster om Anolaima. I omgivningarna runt Anolaima växer i huvudsak städsegrön lövskog.